# 21e régiment de zouaves
Pour les articles homonymes, voir 21e régiment.
Le 21e Régiment de Zouaves est un régiment de zouaves de l'armée française.

## Création et différentes dénominations
- Création du 21eRégiment de Zouaves
- Dissolution

## Drapeau
Son drapeau ne porte aucune inscriptions.